# Fontana (Malta)
Fontana é um povoado da ilha de Gozo em Malta.